# Barrio Lastarria

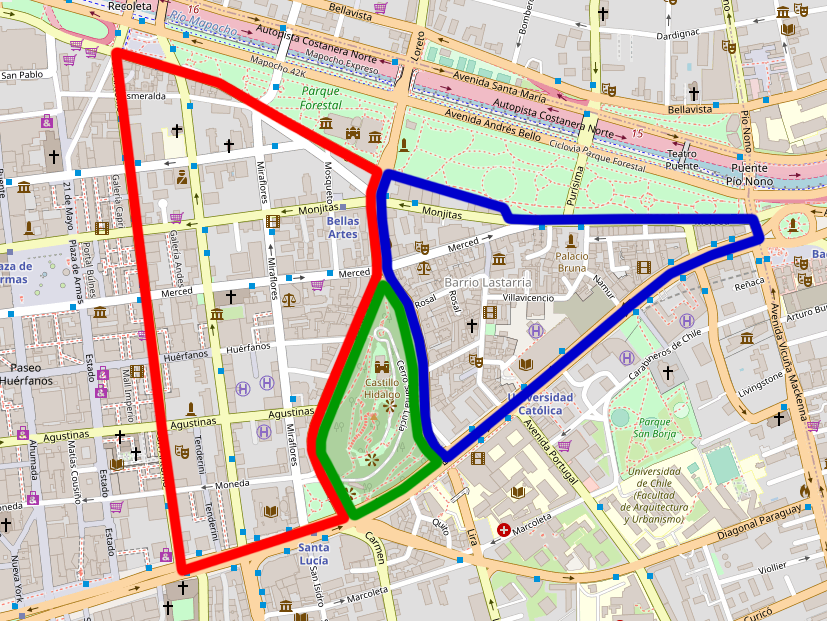
Límites tradicionales de los barrios Lastarria (en azul), Bellas Artes (en rojo) y el cerro Santa Lucía (en verde).

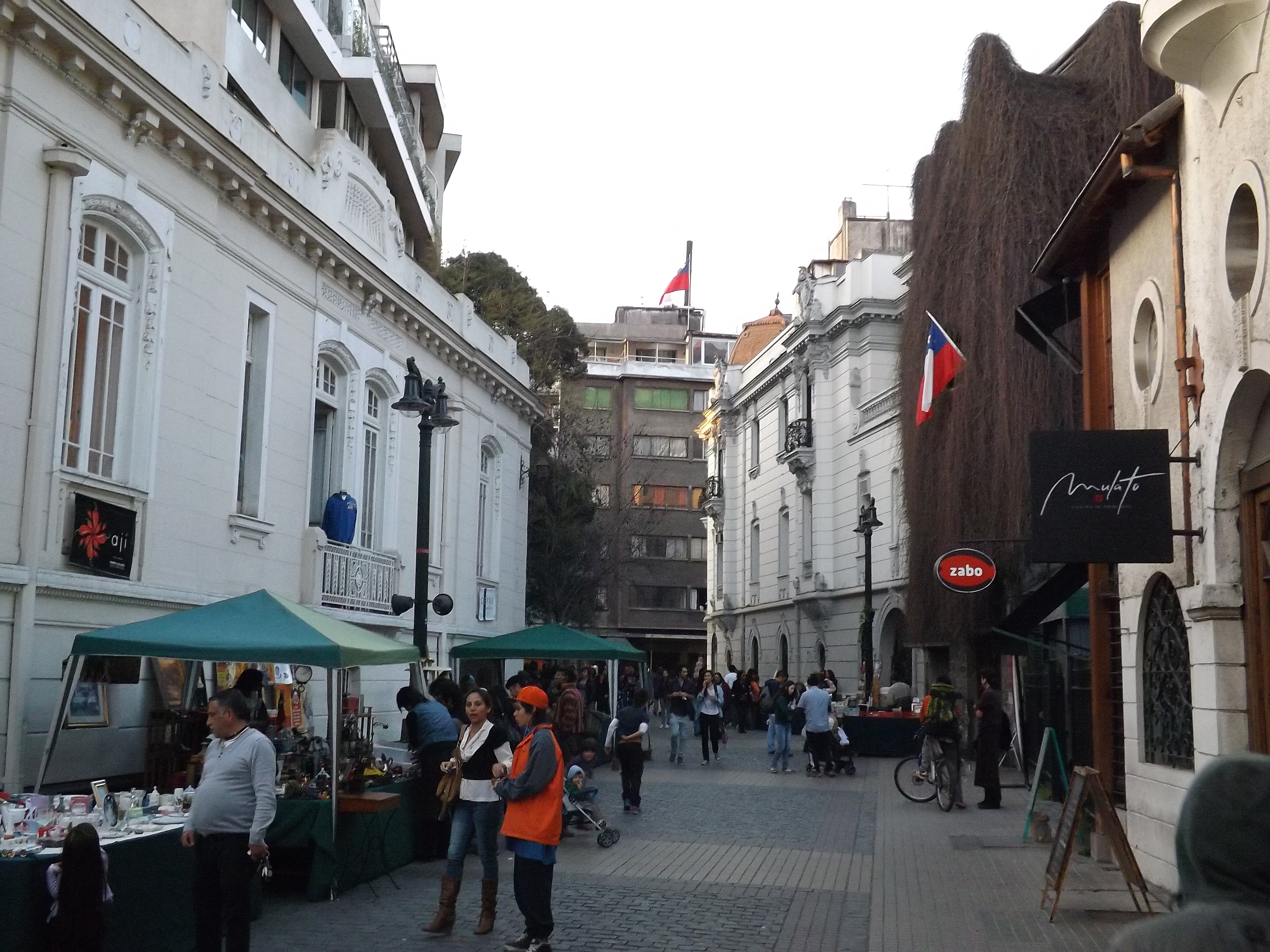
Una calle del barrio Lastarria.

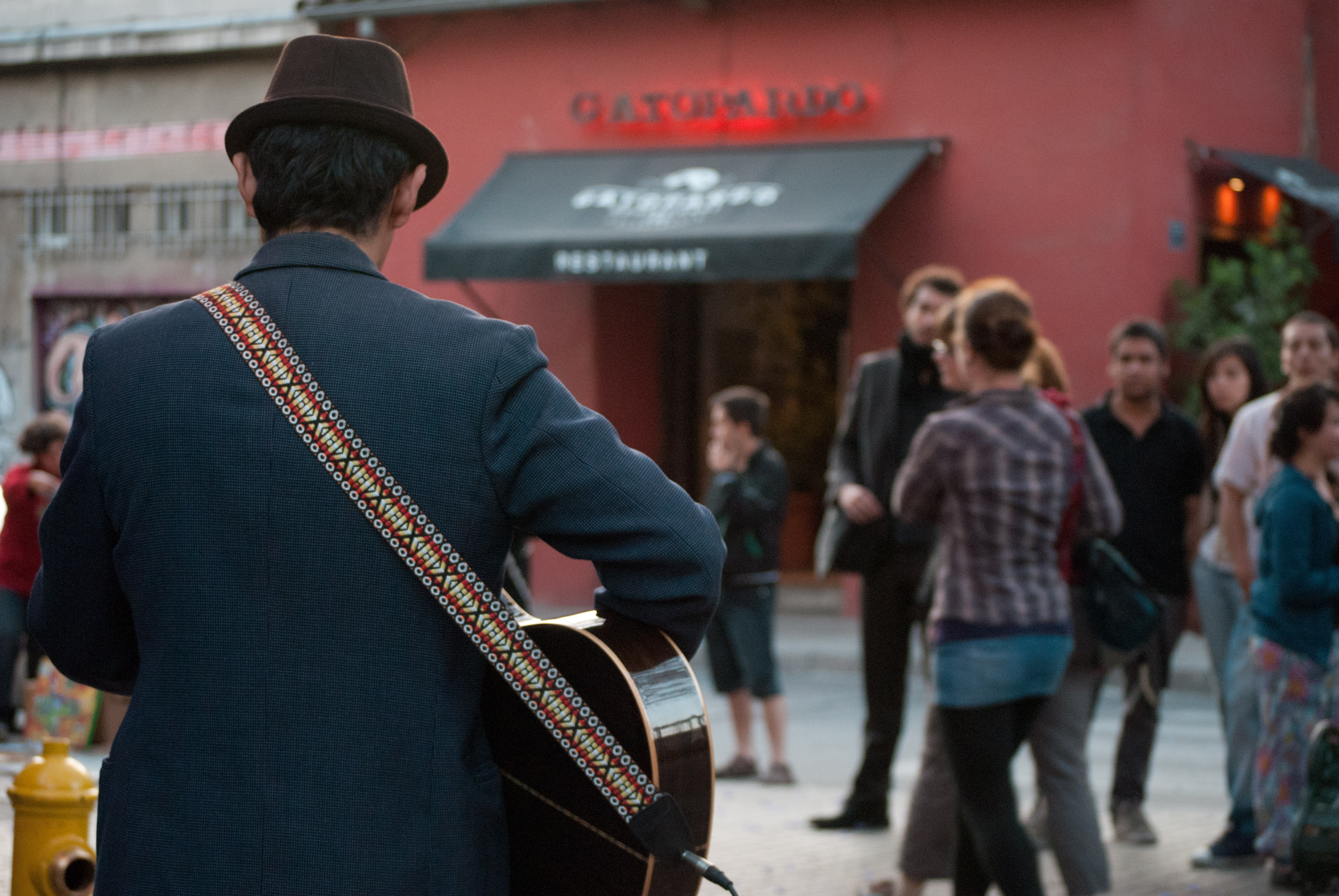
Un guitarrista cerca de la Plaza Mulato Gil de Castro.

El barrio Lastarria, también conocido como barrio Bellas Artes, es un barrio de Santiago, capital de Chile, ubicado en la esquina nororiental de la comuna de Santiago, entre la Plaza Italia y el cerro Santa Lucía, y la Alameda y el Parque Forestal. El barrio es un activo centro cultural, gastronómico y turístico, y desde 1996 es Zona Típica. En 2018 fue considerado uno de los «barrios más ‘cool’ del mundo» por la sección de viajes del diario español La Vanguardia.
Los límites del barrio Bellas Artes tradicionalmente han sido definidos como los siguientes: al oeste la calle San Antonio, al sur la Alameda, al este el cerro Santa Lucía y la calle José Miguel de la Barra, y al norte el Parque Forestal. El barrio Lastarria tradicionalmente ha comprendido todo el triángulo ubicado al este de la calle José Miguel de la Barra y el cerro Santa Lucía hasta la Plaza Baquedano.

## Historia
Apenas generada la Conquista de Chile por Pedro de Valdivia, este sector quedó en manos  de Bartolomé Blumenthal (Bartolomé Flores), quien construyó un molino en este sector. Flores murió, de causas no precisadas en su «heredad y viña», en el lado oriente del Santa Lucía, el 11 de noviembre de 1585.
Este barrio surgió, como muchos otros barrios de la comuna de Santiago, a partir de una iglesia; en este caso, la iglesia de la Veracruz. Se construyeron casonas entre calles serpenteantes, donde se destaca la casona de la Plaza Mulato Gil de Castro, construida a principios del siglo XIX. A pesar de la antigüedad del barrio, la plaza fue construida en 1981 por el interés de preservar una serie de fachadas, partiendo por la histórica casa del mulato Gil de Castro.
Hacia fines de los años 1960 surgen en el barrio locales bohemios que a la vez sirvieron como los primeros puntos de encuentro para la comunidad homosexual de Santiago; algunos recintos de ese estilo fueron «El Loro Perjuro» (ubicado en la calle Merced cerca de la intersección con José Miguel de la Barra), el piano-bar «La Guarida» y el centro cultural «La Casa de la Luna» —primero dirigido por Ludwig Zeller y convertido en 1968 en «La Casa de la Luna Azul» bajo la gestión de Hugo Marín— en la calle Villavicencio.
En los años 1990, el barrio empezó a ser remodelado sin alterar su vida bohemia e intelectual, y a fines de esa década llegaron una serie de bares, cafés y centros culturales a intensificar las actividades del sector. Desde esa fecha ha logrado conciliar desarrollo con su sello característico; el 21 de febrero de 1996 el sector denominado «Barrio del Mulato de Gil de Castro» fue declarado Zona Típica por el Consejo de Monumentos Nacionales de Chile, mientras que el 7 de julio de 1998 sus límites fueron ampliados hacia el norte y el oriente, y su denominación fue modificada a «Barrio Santa Lucía-Mulato Gil de Castro-Parque Forestal». También es reconocido por su gastronomía y sus tiendas de moda. Las estaciones de metro Universidad Católica  y Bellas Artes son un acceso directo al barrio Lastarria.
Por la gran oferta cultural del sector no es difícil encontrar actividades interconectadas (circuitos, festivales y performances) a través de las calles del barrio, sobre todo en la calle José Victorino Lastarria y el Parque Forestal. Asimismo, tanto por el número de visitantes como de residentes LGBT, el 5 de noviembre de 2006 el Movimiento de Integración y Liberación Homosexual (Movilh) realizó un acto en el Parque Forestal para declarar el sector como el primer barrio gay-friendly de Santiago.
Durante el estallido social de 2019 y en los meses posteriores, debido a su cercanía con la Plaza Baquedano, el barrio se vio afectado con una serie de incidentes, con actos de vandalismo, saqueos, incendios y otros disturbios, que afectaron tanto a locales comerciales como a residentes del sector.

## Transportes
Las estaciones del Metro Universidad Católica de la Línea 1 y Bellas Artes de la Línea 5, así como también la estación Baquedano que pertenece a ambas líneas, se encuentran en las inmediaciones del Barrio Lastarria; también es posible llegar en buses de Red Metropolitana de Movilidad que circulan principalmente por la Alameda.